# Rico Steinmann
Rico Steinmann (ur. 26 grudnia 1967 w Karl-Marx-Stadt) – były niemiecki piłkarz występujący na pozycji pomocnika.

## Kariera klubowa
Steinmann zawodową karierę rozpoczynał w 1985 roku w klubie FC Karl-Marx-Stadt. W 1989 roku dotarł z klubem do finału Pucharu NRD, jednak drużyna Steinmanna przegrała tam 0:1 z Dynamem Berlin. W 1990 roku wywalczył z klubem wicemistrzostwo NRD.
W 1991 roku przeszedł do 1. FC Köln. W Bundeslidze zadebiutował 2 sierpnia 1991 w zremisowanym 2:2 meczu z VfL Bochum. 20 września 1991 w zremisowanym 2:2 spotkaniu z Borussią Mönchengladbach strzelił pierwszego gola w trakcie gry w Bundeslidze. W 1992 roku zajął z klubem 4. miejsce w lidze. W 1997 roku został graczem holenderskiego FC Twente. W 2000 roku zakończył karierę.

## Kariera reprezentacyjna
W reprezentacji NRD Steinmann zadebiutował 19 listopada 1986 w bezbramkowo zremisowanym meczu eliminacji Mistrzostw Europy 1988 z Francją. 26 października 1989 w wygranym 4:0 towarzyskim spotkaniu z Maltą strzelił dwa gole, które były jego pierwszymi w drużynie narodowej. Po raz ostatni w kadrze zagrał 13 maja 1990 w zremisowanym 3:3 meczu towarzyskim pojedynku z Brazylią. W tamtym meczu strzelił także bramkę. W latach 1986–1990 w drużynie narodowej rozegrał w sumie 23 spotkania i zdobył 3 bramki.